# Volta por Cima (telenovela)
Volta por Cima é uma telenovela brasileira produzida e exibida pela TV Globo de 30 de setembro de 2024 a 26 de abril de 2025, em 180 capítulos. Substituiu Família É Tudo e foi substituída por Dona de Mim, sendo a 101.ª "novela das sete" da emissora.
Escrita por Claudia Souto, com colaboração de Wendell Bendelack, Julia Laks, Isadora Wilkinson e Juliana Peres. Conta com a direção de Ana Paula Guimarães, Lúcio Tavares, Larissa Fernandes e Jully Irie, sob a direção geral de Caetano Caruso e direção artística de André Câmara.
Contou com Jéssica Ellen, Fabrício Boliveira, Milhem Cortaz, Isabel Teixeira, Pri Helena, Amaury Lorenzo, Isadora Cruz e Enrique Diaz.

## Enredo
Madá (Jéssica Ellen) é uma jovem que vive com os pais, o motorista de ônibus da Viação Formosa, Lindomar (MV Bill), e a costureira Doralice (Tereza Seiblitz), junto da irmã adolescente, Tati (Bia Santana), e o tio folgado, Osmar (Milhem Cortaz), na fictícia Vila Cambucá, bairro suburbano do Rio de Janeiro. Lá também mora o fiscal de ônibus Jão (Fabrício Boliveira), colega de trabalho de Lindomar. Ele foi criado sozinho pela mãe, Neuza (Valdinéia Soriano) – que esconde a identidade do seu pai – e luta para mudar de vida, se formando em administração. Embora tenham em comum a força de vontade para continuar batalhando em meio às dificuldades, Madá e Jão não se bicam, e vivem em conflito, até que uma tragédia muda suas vidas para sempre.
Prestes a se aposentar, Lindomar sofre um infarto enquanto conduz um ônibus, na presença de Madá, e ocasiona um acidente que poderia ter sido mais grave sem a intervenção de Jão. O evento pacifica a relação entre os dois, e revela uma possível atração mútua. Mas a moça ainda mantém um noivado morno com Chico (Amaury Lorenzo), seu namorado desde a infância, que trabalha com o pai, Seu Moreira (Tonico Pereira), em uma banca de jornal, e a trai com Roxelle (Isadora Cruz), uma periguete espevitada e ambiciosa. Já Jão, mesmo considerado um herói, é desprezado pelo dono da Viação Formosa, Edson Bacelar (Ailton Graça), e entra em conflito com ele e sua esposa, a poderosa ex-rainha de bateria Rosana (Viviane Araújo), sem saber que Edson pode ser seu pai.
Mesmo após ser socorrido, Lindomar termina por falecer no hospital. Com a perda do pai e a saúde frágil da mãe, Madá assume a chefia de casa, se reinventando como organizadora de festas e enfrentando dificuldades para manter as contas da casa em dia. Os problemas da família seriam resolvidos se não fosse uma traição do próprio tio, Osmar, que se apossa em segredo de um bilhete de loteria premiado de 5 milhões de reais comprado por Lindomar antes de falecer. Ele tenta se salvar de uma dívida de vida ou morte com Baixinho (Rodrigo García), poderoso contraventor da região. Baixinho é filho de Violeta Castilho (Isabel Teixeira) e herdou os negócios de agiotagem do falecido pai. Ao descobrir o caso da mãe com Osmar, decide cobrar o dinheiro dado por ela ao amante.
Por uma ironia do destino, Baixinho morre em um acidente, e Violeta se aproveita da situação para transformar Osmar em um grande contraventor, tendo de lidar com as armações de Gerson Barros (Enrique Diaz), um perigoso bicheiro, temido por todos na Vila Cambucá, além de batalhar pelo coração de Osmar com seu grande amor do passado, Joyce (Drica Moraes), uma ricaça falida que vive junto com os irmãos, Belisa (Betty Faria), e Gigi (Rodrigo Fagundes). Mesmo após gastarem toda sua herança e nunca terem trabalhado na vida, os irmãos Góis de Macedo continuam tentando manter a vida de luxo, tendo como único funcionário o dedicado Sebastian (Fábio Lago), que nutre em segredo uma paixão platônica por Joyce. A vida da família muda completamente quando um segredo de Belisa vem à tona, revelando ser ela a mãe de Gigi, fruto de um envolvimento do passado com Rodolfo (José de Abreu), ex-contraventor e pai de Gerson. 

## Elenco
| Intérprete             | Personagem                            |
| ---------------------- | ------------------------------------- |
| Jéssica Ellen          | Madalena Pereira Souza (Madá)         |
| Fabrício Boliveira     | Jorge Corrêa Bacelar (Jão)            |
| Milhem Cortaz          | Osmar Pereira                         |
| Isabel Teixeira        | Violeta Castilho                      |
| Pri Helena             | Carla Pontes (Cacá)                   |
| Amaury Lorenzo         | Francisco Moreira (Chico)             |
| Isadora Cruz           | Roxelle da Cruz Diegues               |
| Enrique Díaz           | Gerson Barros                         |
| Tereza Seiblitz        | Doralice Pereira Souza                |
| Bia Santana            | Tatiana Pereira Souza (Tati)          |
| Rodrigo Fagundes       | Gilberto Góis de Macedo Barros (Gigi) |
| Drica Moraes           | Joyce Góis de Macedo                  |
| Betty Faria            | Belisa Góis de Macedo                 |
| Fábio Lago             | Sebastião Mendes da Silva (Sebastian) |
| Valdinéia Soriano      | Neuza dos Santos Corrêa               |
| Aílton Graça           | Edson Bacelar                         |
| Viviane Araújo         | Rosana Chaves Bacelar                 |
| João Gabriel D'Aleluia | Fernando Bacelar (Nando)              |
| Allan Jeon             | Jin Kwon / Jin Jeong                  |
| José de Abreu          | Rodolfo Barros                        |
| Guilherme Weber        | Marco Barros Alves                    |
| Vitor Sampaio          | Joílson Mendes da Silva (Jô)          |
| Lellê                  | Sílvia Pires de Sabóia (Silvinha)     |
| Jacqueline Sato        | Yuki Irie                             |
| Juliana Alves          | Maria Aparecida Mendes (Cida)         |
| Adanilo                | Sidney Robson Nunes                   |
| Juliano Cazarré        | Jayme Rabello                         |
| Cláudia Missura        | Tereza Rabello                        |
| Iara Jamra             | Ana Lúcia Pontes                      |
| Tonico Pereira         | Antônio Moreira (Seu Moreira)         |
| Márcio Machado         | Henrique Nunes (Rique)                |
| Chao Chen              | Alberto Fontoura                      |
| Bruno Fagundes         | Dr. Bernardo Ramos                    |
| Gabriela Dias          | Miranda Mendes                        |
| Bia Guedes             | Elizabeth (Beth)                      |
| Mari Aldeia            | Ivanilda (Vanilda)                    |
| Gil Hernandez          | Rafael (Rafa)                         |
| Sharon Cho             | Seo Hana / Mirae                      |
| Gabi Yoon              | Min-Ji / Yoo-Na                       |
| Roberto Rowntree       | José (Zezito)                         |
| Anderson Greco         | Edmílson Silva (Caçapa)               |
| Camilo Drakon          | Aquiles                               |
| Rose Lima              | Rosa                                  |
| Caíque Ivo             | Lucas Mendes (Luquinhas)              |

### Participações especiais
| Intérprete                 | Personagem                                         |
| -------------------------- | -------------------------------------------------- |
| MV Bill                    | Lindomar de Souza                                  |
| Rodrigo García             | Renato Castilho (Baixinho)                         |
| Lucinha Lins               | Ruth Alves / Edilene                               |
| Tony Tornado               | Mascarenhas                                        |
| Rita Guedes                | Ivone da Cruz Diegues                              |
| João Vitti                 | José Diegues                                       |
| Pedro Caetano              | Matias Sol                                         |
| Aramis Trindade            | Armando Sorriso                                    |
| Miwa Yanagizawa            | Renata Kwon                                        |
| Boni Tao                   | Ji-hoon Kwon                                       |
| Cosme dos Santos           | Padre Nelson                                       |
| Prazeres Barbosa           | Conceição                                          |
| Marcelo Batista            | Dr. Guerra                                         |
| Maurício Ribeiro           | Gerente Cardoso                                    |
| Thaís Melchior             | Fernanda                                           |
| Jurema da Matta            | Cleide                                             |
| Rodrigo dos Santos         | Delegado Marcondes                                 |
| Leo Thurler                | Almir                                              |
| Leda Ribas                 | Isoldinha                                          |
| Gilberto Miranda           | Nelson                                             |
| Luiz Washington            | Seu Bento                                          |
| Germano Lunelli            | Jonas                                              |
| Ana Nero                   | Drª. Ana                                           |
| Maikel Castro              | Lucinho                                            |
| Ítalo Figueiredo           | Cadu                                               |
| Gilson Gomes               | Clóvis                                             |
| Ronaldo Rada               | Pereba                                             |
| Eduardo Louzada            | Helder                                             |
| Rodrigo Átila              | Hamilton                                           |
| Bruce Gomlevsky            | advogado de Violeta                                |
| Gláucio Gomes              | diretor da Viação Estelar                          |
| Lucy Han                   | ex-produtora de Jin                                |
| Murilo Sampaio             | advogado                                           |
| Ester Dias                 | repórter                                           |
| Adam Lee                   | fotógrafo                                          |
| Daniel Curi                | garçom                                             |
| Alan Nunes                 | gerente do banco                                   |
| Tuanny Tecchio             | médica de Cacá                                     |
| Marcio Ricciardi           | médico de Cida                                     |
| Daniel Vargas              | policial                                           |
| Jovan Ferreira             | policial                                           |
| Wanderson Petão            | policial                                           |
| Vino Fragoso               | detetive                                           |
| Ramon Bellan               | capanga de Gerson                                  |
| Douglas Felix              | capanga de Gerson                                  |
| Rafa Durand                | capanga de Gerson                                  |
| Léo Matheus                | capanga de Armando Sorriso                         |
| Leandro Santanna           | Homem que tenta entrar no ônibus com uma geladeira |
| Nicollas Paixão            | rapaz no ônibus                                    |
| Valentina Militão          | Madá (criança)                                     |
| Diego Casanova             | Osmar (jovem)                                      |
| Laura Alano                | Joyce (jovem)                                      |
| Marquinhos de Oswaldo Cruz | Ele mesmo                                          |
| Xande de Pilares           | Ele mesmo                                          |
| Marcos Mion                | Ele mesmo                                          |
| Lúcio Mauro Filho          | Ele mesmo                                          |
| Pedro Luís                 | Ele mesmo                                          |
| Rodrigo Góes               | Ele mesmo                                          |

## Produção
Originalmente, a trama inédita Conta Comigo, de Mauro Wilson, seria a substituta de Família É Tudo no horário das sete, conforme anunciado no evento Upfront 2024, realizado em 18 de outubro de 2023. No entanto, em fevereiro de 2024, a trama acabou sendo engavetada pela emissora, alegando que a premissa principal, com um dos antagonistas chegando ao poder após ser eleito a um cargo político e se corrompendo nesse meio, poderia ter uma repercussão negativa, uma vez que a trama estrearia em meio às eleições municipais. Anteriormente, outras tramas como O Salvador da Pátria (1989) e Porto dos Milagres (2001) já enfrentaram controvérsias na imprensa por terem elementos políticos e personagens que sofreram comparações à figuras políticas do país, enquanto Dança da Vida, trama do horário das seis desenvolvida por Maria Adelaide Amaral para substituir A Padroeira (2001–02), também foi engavetada na época por sua trama apresentar temas políticos durante o período eleitoral, além de enfrentar problemas judiciais. Posteriormente, Wilson foi deslocado para escrever a continuação de Êta Mundo Bom! (2016), dividindo a autoria com Walcyr Carrasco, com previsão de estreia para 2025.
Prevista para ir ao ar apenas em 2025, a emissora decidiu antecipar a sinopse de Claudia Souto para substituir Família É Tudo, que emplaca sua terceira novela na faixa das sete após Pega Pega (2017–18) e Cara e Coragem (2022–23). André Câmara foi escolhido pela autora para assinar a direção artística da trama. A trama recebeu o título provisório de Mão Dupla, porém, o título foi alterado posteriormente para Volta por Cima. Curiosamente, Volta por Cima também foi um dos títulos provisórios de Andando nas Nuvens (1999), trama de Euclydes Marinho.

### K-drama
Na trama, a adolescente Tati (Bia Santana) é apaixonada pela cultura coreana. Fã de k-dramas, ela acompanha pelo celular a trama de Pétalas de Amor, série que existe no universo da novela e é protagonizada por Jin (Allan Jeon) cujo ator, Jin Jeong, ela vê surgir no seu bairro.  "[;..] estamos tendo todo o cuidado, toda a delicadeza. Inclusive, os atores que vão participar, além deles, além do Jin, que o Allan [Jeon] faz, são também de descendência coreana, para podermos fazer uma coisa muito respeitosa e de verdade, dentro da nossa possibilidade [...] Meu desejo foi o de falar com esse fenômeno que é a expansão das séries asiáticas pelo mundo, que atinge público de todas as idades e que é lindo de ver", contou Claudia Souto.

### Gravações
As gravações começaram no dia 02 de julho de 2024, tendo a Ilha do Governador como um dos cenários.

### Escolha do elenco
Jéssica Ellen foi o primeiro nome confirmado para integrar o elenco como a protagonista Madalena, marcando seu retorno às telenovelas em um papel fixo desde Amor de Mãe (2019–21), enquanto Amaury Lorenzo, que obteve uma boa repercussão em Terra e Paixão (2023–24), foi confirmado como o par romântico da protagonista. Posteriormente, circulou na imprensa que Lorenzo teria sido dispensado da trama e substituído por Fabrício Boliveira para evitar a repetição de casal com Ellen, uma vez que ambos já contracenaram juntos no filme Vítimas do Dia, porém as notícias foram desmentidas por Lorenzo e pela emissora, mantendo-o como um dos protagonistas. No entanto, Fabrício acabou ficando com o mocinho Jão e sendo o par de Madalena, enquanto que Lorenzo foi deslocado para interpretar Chico, formando um triângulo amoroso, que pela primeira vez na história da dramaturgia da TV Globo é composto somente por atores negros. Para o papel de Roxelle, foi escalada a atriz Isadora Cruz, que retorna ao gênero desde Mar do Sertão (2022–23), quando foi uma das protagonistas da trama das seis.
Outros nomes confirmados no elenco foram de Tereza Seiblitz, Isabel Teixeira, Milhem Cortaz, Aílton Graça, Viviane Araújo, Tonico Pereira, Juliano Cazarré, Iara Jamra, Bia Santana e Caique Ivo. Seiblitz retornará às telenovelas após ter realizado uma participação especial em Fina Estampa (2011–12), marcando também seu retorno em um papel fixo desde a nona temporada de Malhação (2002–03). Teixeira estreia no horário das sete após ter se destacado como a antagonista Helena em Elas por Elas (2023–24). Cortaz também retorna ao gênero desde Amor de Mãe. Graça retorna ao horário das sete desde Salve-se Quem Puder (2020–21), quando fez uma participação especial e Araújo retorna às telenovelas desde O Sétimo Guardião (2018–19). Os dois retomam a parceria que fizeram em Império (2014–15). Já Pereira retorna ao horário das sete desde Desejos de Mulher (2002). Cazarré emenda mais um trabalho na faixa depois de Fuzuê (2023–24). Jamra retorna à TV Globo depois de seu último papel em uma telenovela da emissora em Três Irmãs (2008–09). Santana também emenda mais um trabalho depois de ser destaque em Elas por Elas e Ivo estreia na faixa após ter atuado na primeira fase de Renascer''.
A Globo também desejava ter Betty Faria e Drica Moraes no elenco, com as duas confirmando presença na trama. A primeira volta a ter um papel fixo na Globo desde A Dona do Pedaço (2019) e retorna ao horário das sete desde a sua participação especial em Salve-se Quem Puder (2020–21), enquanto que a segunda volta à faixa desde Guerra dos Sexos (2012–13). Outro nome cogitado foi do carnavalesco Milton Cunha, o qual estrearia numa telenovela em um papel fixo, como Rique Nunes. No entanto, Cunha não respondeu aos convites da emissora para participar da novela, sendo substituído por 
Márcio Machado. A telenovela também marca a volta de Lellê, Jacqueline Sato e João Gabriel D'Aleluia ao gênero, com a primeira ausente desde Totalmente Demais (2015–16), apesar de ter feito uma participação especial na vigésima sétima e última temporada de Malhação, a segunda desde Orgulho e Paixão (2018), e o terceiro desde A Dona do Pedaço.
A novela também marca a estreia de MV Bill ao horário das sete, além de seu retorno ao gênero desde a décima oitava temporada de Malhação. No entanto, Bill faz apenas uma participação especial na trama. Destaque em No Rancho Fundo (2024), após ter feito uma participação especial, Valdineia Soriano foi confirmada no papel de Neuza, emendando mais um trabalho na Globo.
Lucinha Lins entrou na trama em meio a sua reta final, o que marcou seu retorno à TV Globo após ter feito uma participação especial em Chocolate com Pimenta (2003–04), além da volta às telenovelas após uma pausa em 2017 quando esteve em Apocalipse (2017–18), da Record, também em condição de participação especial.

## Exibição

### Divulgação
O primeiro teaser foi ao ar em 4 de setembro de 2024 durante o intervalo de Renascer.

### Horário alternativo
Mantendo o esquema adotado desde Cara e Coragem, a novela tinha seus capítulos reapresentados de segunda a sábado na faixa da madrugada, sucedendo o Conversa com Bial (durante as férias deste, é exibida após o Jornal da Globo) e aos sábados vai ao ar depois do Supercine. A reapresentação não era exibida pela TV TEM Itapetininga, TV Vanguarda Taubaté, TV Diário, InterTV Costa Branca e TV Integração Uberaba. Não foi ao ar no dia 5 de novembro de 2024 devido à cobertura da eleição presidencial nos Estados Unidos e no período entre 28 de fevereiro e 4 de março de 2025 por conta da transmissão dos desfiles das escolas de samba dos grupos especiais de São Paulo e Rio de Janeiro pelo Globeleza.

### Esticamento
Prevista para encerrar com 173 capítulos, a novela foi esticada em mais sete capítulos, totalizando 180, e com nova data de término, passando a ser para o dia 26 de abril de 2025, uma vez que a data anterior prevista era no feriado da sexta-feira da Paixão. No entanto, foi a primeira telenovela desde O Tempo Não Para (2018–19) a não exibir seu desfecho numa sexta-feira, como tradicionalmente acontece na faixa, tendo como razão as comemorações dos 60 anos da TV Globo, além de ser algo inédito no horário das sete, já que novelas como Duas Caras (2007–08), Fera Ferida (1993–94) e Renascer (1993), por terem seus capítulos finais também transmitidos num sábado, eram do extinto horário das oito.

## Repercussão

### Audiência
O primeiro capítulo registrou 21,2 pontos e 4,2 na reapresentação, segundo dados consolidados do Kantar IBOPE Media, referentes à Região Metropolitana de São Paulo, mantendo os números da faixa das sete. O segundo capítulo registrou 21,3 pontos e 35,4% de share, além de 5,2 pontos na reapresentação da madrugada. O quarto capítulo registrou 22,3 pontos.
Em 11 de outubro registrou apenas 12,6 pontos, sendo a pior média de uma novela das sete na história do horário desde 1970. Um dos motivos pela baixa audiência se deve ao fato de São Paulo ter sido totalmente atingida por um temporal, causando um apagão em toda a região metropolitana. Três dias depois, em 14 de outubro, bateu novo recorde com 22,6 pontos, superando a novela das nove Mania de Você.
Entre os meses de novembro de 2024 e janeiro de 2025, a novela sofreu uma leve queda em seus índices, passando a registrar médias entre 18 e 20 pontos, chegando a empatar com Fuzuê (2023–24) na média parcial com 19,3 pontos, tendo o pior índice do horário. A queda, no entanto, foi avaliada como natural nos bastidores e não era vista como preocupante (a ponto de ser tratada como um fracasso de público), uma vez que, com o período de festas de final de ano e as férias escolares, a porcentagem de televisores ligados tende a ser menor, além do crescimento do público no streaming, resultando na diminuição da audiência da TV aberta. Passado esse período, a novela voltou a elevar seus índices, chegando a atingir a máxima entre 22 e 23 pontos e se distanciou de Fuzuê.
Em 17 de março de 2025 bateu seu primeiro recorde desde a estreia com 23,1 pontos. No dia 22 de abril bateu seu segundo recorde com 24,2 pontos.
O último capítulo registrou 19,9 pontos e 5,2 na reapresentação da madrugada. Apesar de ter sido o desfecho menos assistido do horário, o mesmo não foi levado em consideração por ter sido exibido num sábado, algo inédito para a faixa das sete. Teve média geral de 19,8 pontos. Apesar de ter sido a quarta novela menos assistida do horário, a trama se tornou um sucesso comercial e de crítica, sendo bastante elogiada e bem avaliada internamente, não sendo vista como um "fracasso" pela Globo, que avaliou como "natural" a queda dos números do horário nobre.

## Impacto
A trama foi bastante elogiada por resgatar talentos que estavam afastados da mídia, como as veteranas Tereza Seiblitz, Betty Faria, Iara Jamra e Lucinha Lins, além de possuir uma boa representação racial; e destacar o talento cômico de Milhem Cortaz, até então conhecido por papéis mais sérios.
Os atores Chao Chen e Jaqueline Sato, que integram o elenco da trama, elogiaram a chamada "representatividade amarela" na trama, valorizando o talento oriental. Pela primeira vez em uma telenovela brasileira, o gênero K-drama foi abordado, bem como seus fãs.
Outra abordagem que chamou a atenção do público envolveu relacionamentos abusivos. Roxelle (Isadora Cruz), após iniciar um relacionamento com Gerson (Enrique Diaz), sofreu com a possessividade e as violências psicológicas do contraventor, chegando a sofrer um sequestro nas mãos do mesmo. Em dado momento da penúltima semana da novela, a trama de Roxelle virou destaque nas redes sociais após a personagem pedir ajuda em um restaurante através do Signal for Help, sinalizando com a mão que estava em situação de risco. 
Antes da estreia oficial e ainda sob o título Mão Dupla, o público realizou brincadeiras envolvendo o folhetim, criando uma sátira da novela intitulada A Vida é Um Ônibus, já que o enredo principal de Souto abordaria o transporte público. A autora gostou tanto da criatividade que resolveu levar o título criado por fãs como um enredo de uma escola de samba fictícia na trama, com as cenas sendo exibidas no dia 28 de fevereiro de 2025, na sexta-feira de Carnaval.

## Trilha sonora
A emissora divulgou no dia da estreia da novela, 30 de setembro, o tema de abertura e a trilha sonora da trama através de uma playlist no seu perfil oficial do Spotify:
Lista de faixas
| N.º | Título                          | Música                               | Tema                  | Duração |  |
| 1.  | "Volta por Cima"                | Ludmilla part. Alcione               | Abertura              | 2:19    |  |
| 2.  | "Maior é Deus (Pequeno Sou Eu)" | Beth Carvalho part. Eduardo Gudin    | Locação: Vila Cambucá | 2:17    |  |
| 3.  | "Farol das Estrelas (Ao Vivo)"  | Silva                                | Jão e Madalena        | 3:48    |  |
| 4.  | "Pérola Negra"                  | Seu Jorge part. Agnes Nunes          | Madalena              | 2:55    |  |
| 5.  | "Negro Gato"                    | Luiz Melodia                         | Jão                   | 3:42    |  |
| 6.  | "Braseiro"                      | Pedro Luís                           | Geral                 | 3:39    |  |
| 7.  | "Samba do Trabalhador"          | Martinho da Vila                     | Osmar                 | 3:17    |  |
| 8.  | "Faz um Carnaval Comigo"        | Ney Matogrosso                       | Osmar e Violeta       | 3:28    |  |
| 9.  | "Se Pendura"                    | Mariana Aydar                        | Roxelle               | 2:50    |  |
| 10. | "Cilada"                        | Molejo                               | Chico                 | 3:43    |  |
| 11. | "Maliciosa (Ao Vivo)"           | Ludmilla                             | Rosana                | 2:47    |  |
| 12. | "Dengo, Cafuné, Chamego"        | Gabriel Moura e Mart'nália           | Cida e Sidney         | 3:44    |  |
| 13. | "Agora Vai!"                    | Giovanni Cidreira e Linn da Quebrada | Tati                  | 4:26    |  |
| 14. | "Doctor (Work It Out)"          | Pharrell Williams e Miley Cyrus      | Academia              | 3:02    |  |
| 15. | "Chain of Fools"                | Iza part. Alcione                    | Joyce, Gigi e Belisa  | 3:04    |  |
| 16. | "Amor, Amor, Amor"              | Reginaldo Rossi                      | Joyce e Sebastian     | 3:38    |  |
| 17. | "Eu Não Esqueço Nada"           | Kid Abelha                           | Joyce                 | 3:43    |  |
| 18. | "Tímida"                        | Pabllo Vittar part. Thalía           | Gigi                  | 2:17    |  |
| 19. | "Etnografia Suburbana"          | Roger Deff e Celton Oliveira         | Geral                 | 4:17    |  |
| 20. | "Fermento pra Massa"            | Criolo                               | Geral                 | 3:41    |  |
| 21. | "Quem Hoje Me Vê Ganhando"      | Zeca Baleiro                         | Edson                 | 4:41    |  |

#### Outras canções
Volta por Cima conta ainda com as seguintes canções:
- "Taras e Manias", Elymar Santos (tema de Edson e Rosana)
- "Lindomar", MV Bill (tema de Lindomar)[64]

## Prêmios e indicações
| Ano  | Premiação                        | Categoria                           | Indicação          | Resultado | Ref.    |
| ---- | -------------------------------- | ----------------------------------- | ------------------ | --------- | ------- |
| 2024 | Melhores do Ano                  | Ator Coadjuvante                    | Aílton Graça       | Indicado  | [ 138 ] |
| 2024 | Melhores do Ano                  | Atriz Coadjuvante                   | Drica Moraes       | Indicada  | [ 138 ] |
| 2024 | Prêmio F5                        | Atuação do Ano em Novela            | Jéssica Ellen      | Indicada  | [ 139 ] |
| 2024 | Prêmio F5                        | Atuação do Ano em Papel Coadjuvante | Isadora Cruz       | Indicada  | [ 140 ] |
| 2024 | Melhores do Ano - Site Duh Secco | Melhor Novela                       | Cláudia Souto      | Venceu    | [ 141 ] |
| 2024 | Melhores do Ano - Site Duh Secco | Melhor Ator                         | Fabrício Boliveira | Venceu    | [ 141 ] |
| 2024 | Melhores do Ano - Site Duh Secco | Melhor Ator                         | Milhem Cortaz      | Indicado  | [ 141 ] |
| 2024 | Melhores do Ano - Site Duh Secco | Melhor Atriz                        | Jéssica Ellen      | Venceu    | [ 141 ] |
| 2024 | Melhores do Ano - Site Duh Secco | Melhor Ator Coadjuvante             | Rodrigo Fagundes   | Venceu    | [ 141 ] |
| 2024 | Melhores do Ano - Site Duh Secco | Melhor Ator Revelação               | Allan Jeon         | Venceu    | [ 141 ] |
| 2024 | Melhores do Ano - Site Duh Secco | Melhor Ator Revelação               | Vítor Sampaio      | Indicado  | [ 141 ] |
| 2025 | Prêmio APCA de Televisão         | Melhor Novela                       | Cláudia Souto      | Indicada  | [ 142 ] |